# Nogal de las Huertas
Nogal de las Huertas ist ein nordspanisches Dorf und Hauptort einer Gemeinde (municipio) mit 46 Einwohnern (Stand: 2024) in der Provinz Palencia in der Autonomen Gemeinschaft Kastilien-León. Neben Nogal de las Huertas gehört die Ortschaft Población de Soto zur Gemeinde.

## Lage und Klima
Nogal de las Huertas liegt in der Region Tierra de Campos auf der kastilischen Hochebene in einer Höhe von ca. 850 m. Die Provinzhauptstadt Palencia befindet sich mit ihrem Stadtzentrum etwa 21 Kilometer (Fahrtstrecke) südsüdwestlich.
Das Klima im Winter ist durchaus kalt, im Sommer dagegen warm bis heiß; die eher spärlichen Regenfälle (ca. 659 mm/Jahr) fallen überwiegend im Winterhalbjahr.

## Bevölkerungsentwicklung
| Jahr      | 1970 | 1981 | 1991 | 2001 | 2011 | 2021 |
| --------- | ---- | ---- | ---- | ---- | ---- | ---- |
| Einwohner | 213  | 123  | 104  | 65   | 48   | 40   |

## Sehenswürdigkeiten
- Ruinen des Salvatorklosters
- Christopheruskirche

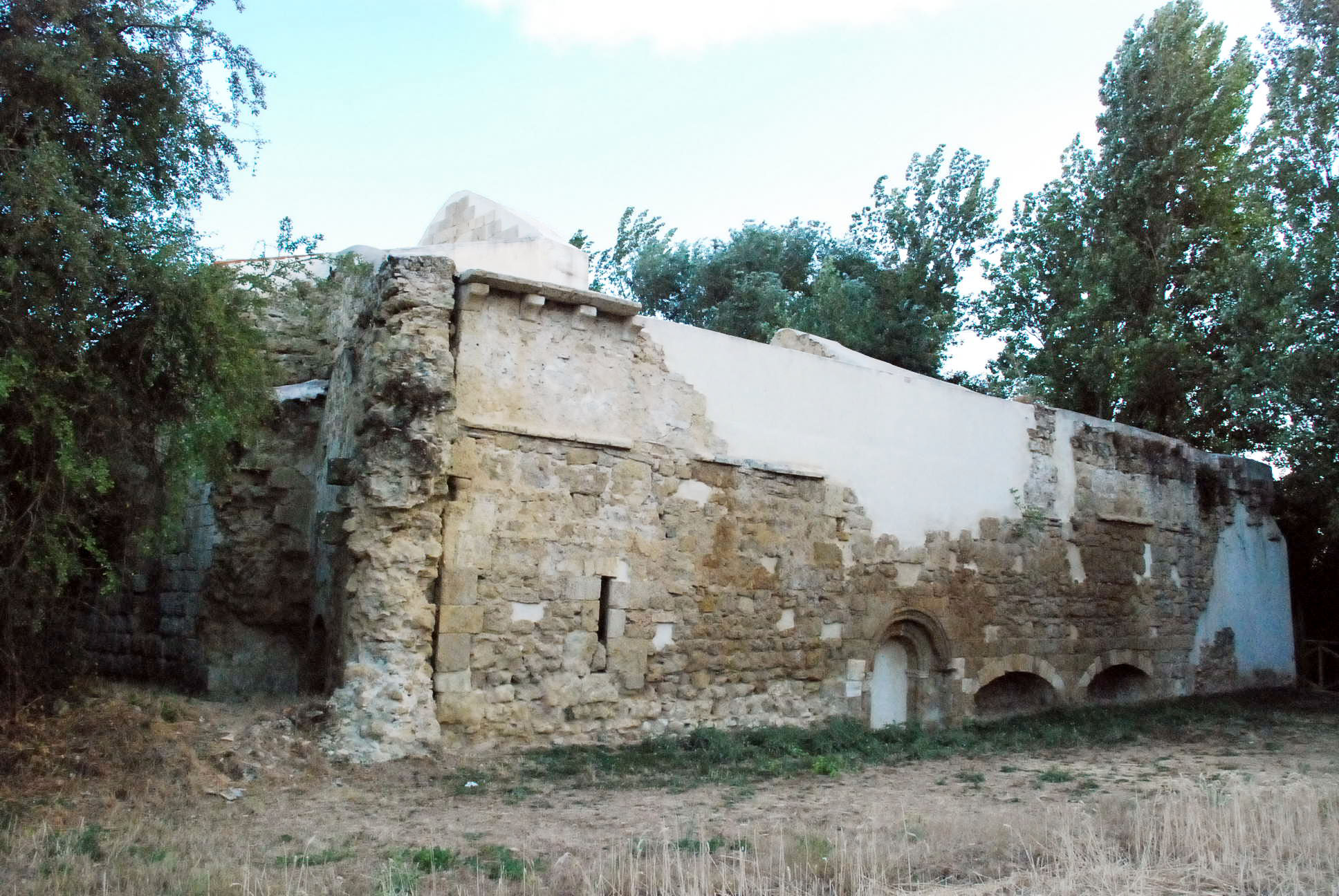
Klosterruinen